# بنای یادبود ملی دریایی جزایر دورافتاده اقیانوس آرام
بنای یادبود ملی دریایی جزایر دورافتاده اقیانوس آرام، که پیشتر بنای یادبود ملی دریایی جزایر دورافتاده اقیانوس آرام نامیده می‌شد، گروهی از جزایر غیرسازمان‌یافته و عمدتاً غیرمنضم به ایالات متحده سرزمین‌های جزایر دورافتاده اقیانوس آرام ایالات متحده است که توسط خدمات ماهی و حیات وحش ایالات متحده از وزارت کشور ایالات متحده و اداره ملی اقیانوسی و جوی (NOAA) از وزارت بازرگانی ایالات متحده مدیریت می‌شود. این پناهگاه‌های دورافتاده گسترده‌ترین مجموعه مناطق حفاظت شده حیات دریایی و زمینی روی کره زمین تحت صلاحیت یک کشور واحد را تشکیل می‌دهند. این پناهگاه‌ها از گونه‌های اندمیک زیادی از جمله مرجان‌ها، ماهی‌ها، صدف‌ها، پستانداران دریایی، پرندگان دریایی، پرندگان آبزی، پرندگان خشکی، حشره‌ها و گیاهانی که در جای دیگری یافت نمی‌شوند، حفاظت می‌کنند.